# 藤原節夫
藤原 節夫（ふじわら せつお、1906年〈明治39年〉11月10日 - 1992年〈平成4年〉4月17日）は、日本の新聞記者、官僚、政治家。衆議院議員、総理府総務副長官（事務担当）。

## 経歴
岡山県出身。1932年（昭和7年）東京帝国大学法学部法律学科を卒業した。
時事新報、読売新聞の記者を経て官界に転じ、逓信大臣秘書官、司法大臣秘書官、綜合計画局参事官、戦災復興院事務官、建設省弘報課長、総理府総務副長官（事務）を歴任。臨時恩給等調査会委員、南方同胞援護会設立委員、中央青少年問題協議会副会長、日本民主党事務局長、自由民主党事務局長も務めた。
1958年（昭和33年）の衆議院総選挙で岡山県第2区から自民党公認で出馬するが次々点で落選（ちなみに次点は藤井勝志）、1960年（昭和35年）の総選挙でトップ当選して衆議院議員となるが、この時大規模な選挙違反を起こして運動員や妻が検挙される。藤原本人も逮捕されて公職選挙法違反容疑で起訴され、裁判では1965年（昭和40年）3月13日に広島高等裁判所岡山支部で懲役1年6月・執行猶予4年の有罪判決を言い渡され、1966年（昭和41年）4月21日に最高裁判所第一小法廷（岩田誠裁判長）で上告棄却の判決を受けて有罪が確定した。このため再選を狙った次の1963年（昭和38年）の総選挙では自民党の公認を得られず次点で落選、有罪判決確定後の1969年（昭和42年）総選挙にも出馬したが次々点にも届かずに落選している。
衆議院議員在任中は、国土開発審議会委員、自民党教育部長兼宗教部長、同中小企業労働部長、同内閣副部会長、同中国地方開発副委員長、同北海道開発副委員長などを歴任。議員退職後は、自民党前議員会専務理事の座にあった。1992年（平成4年）4月17日1時25分、肺炎のため駒崎医院（東京都杉並区）で死去（85歳没）。

## 栄典
- 1979年（昭和54年） - 勲三等旭日中綬章[10]
- 1992年（平成4年）4月17日 - 従四位[11]

## 著作
- 『祖国によせる三つの希い：憲法改正国土開発PR 私の履歴書』政経墾談会、1976年。